# Teleno
El Teleno (Telenu, en dialecte cabreirés) és el pic de més altitud dels Montes de León (Espanya) amb una altitud de 2.188 msnm. Està ubicat al límit entre els municipis de Truchas i Lucillo, a la província de León. És una muntanya de perfils suaus i una bon mirador de la Comarca de La Cabrera i Maragatería.
Al seu vessant nord es troba el Camp militar de Maniobres i Tir del Teleno, que ha originat protestes per part dels veïns pels incendis que ha provocat com el que va afectar 5000 hectàrees el 1998.

## Geografia

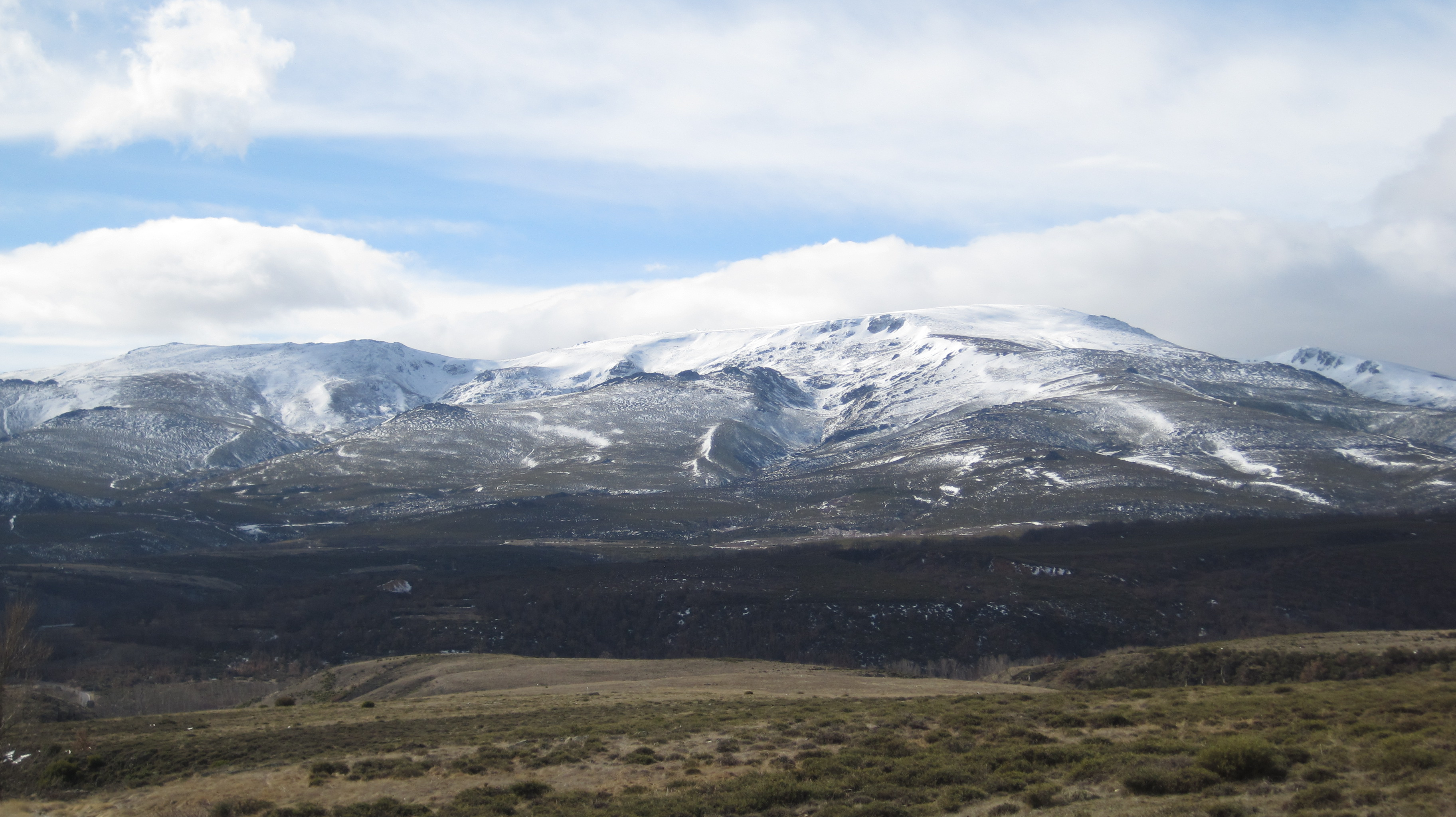
Vista del Teleno.

El seu cim ocupa el centre de la Sierra del Teleno, límit natural entre les comarques de La Cabrera, la Maragatería i El Bierzo. Al cim, a més del Teleno, es troben els pics de Cabeza de la Yegua (2.142 m.), on es troba l'estació d'esquí El Morredero, Funtirín (2.123 m.), Berdiaínas (2.116 m.), Tuerto (2.051 m.), Cruz Mayor (2.024 m.), Meruelas (2.021 m.), Becerril (1.872 m.), Guiana (León) (1.846 m.), cim més alt dels montes Aquilanos, en l'extremo occidental de la Serra, i el Tesón (1.809 m.). Tot el conjunt està travessat per la carretera que uneix Corporales amb Ponferrada, a través del port de los Portillinos (1.892 m.). Tota la serra forma part del LIC "Montes Aquilanos y Sierra de Teleno".
Les seves aigües acaben als Riu Eria pel vessant sud i al Riu Duerna i Jamuz, en el vessant nord.
És de fàcil ascensió.

## El Teleno en la història

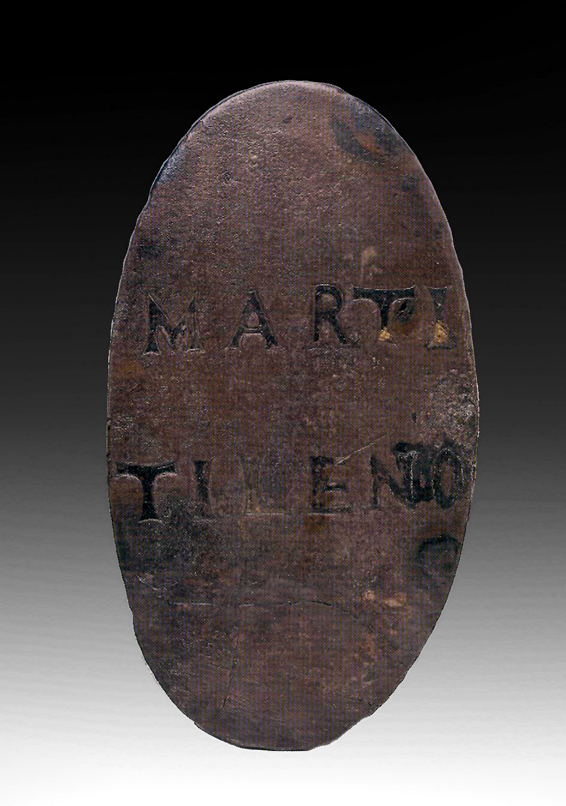
Làmina on apareix la inscripció Marti Tileno.

Teleno és el nom que, segons Miguel Ángel González González, els asturs donaven al déu celta Teutates., i els antics romans el dedicaren a Mars Tilenus.
Estrabó esmenta l'existència d'un déu guerrer assimilat a Mart. Està documentat a través d'una inscripció apareguda a Quintana del Marco, amb el nom de "Marti Tileno". A Astorga s'han documentat esteles funeràries indígenes i de culte a la Tríada Capitolina, Minerva, Zeus Serapis i Marte Tileno, entre d'altres.